# 910
Cette page concerne l'année 910  du calendrier julien. Pour l'année 910 av. J.-C., voir 910 av. J.-C. Pour le nombre 910, voir 910 (nombre).
L'année 910 est une année commune qui commence un lundi.

## Événements
- 15 janvier : le fatimide Ubayd Allah al-Mahdi (862-934) prend le titre de calife et de « commandeur des croyants » à Raqqada[1]. Les Fatimides ont pour prétention d’abattre les Omeyyades de Cordoue, les Abbassides de Bagdad et les empereurs de Constantinople, l’Ifriqiya n’étant qu’une base de préparation à leur entreprise. Mais ils se heurtent à l’hostilité des fuqahâ’ de Kairouan, défenseurs du sunnisme mâlikite, et à toute une partie du monde berbère.
- 25 mai[2] : Richard de Bourgogne autorise l’Abbaye Sainte-Colombe de Saint-Denis-lès-Sens à se fortifier ; cette même année l’évêque Géran d’Auxerre parvient à battre une bande de Vikings et Madalbert, archevêque de Bourges, est tué par les Normands. Selon Dudon de Saint-Quentin, la bande qui a ravagé la Bourgogne et l'Auvergne, dirigée par Rollon, regagne la Seine par Saint-Benoît-sur-Loire et Étampes, et massacre à Villemeux, près de Dreux une troupe de paysans qui voulait l'attaquer[3].

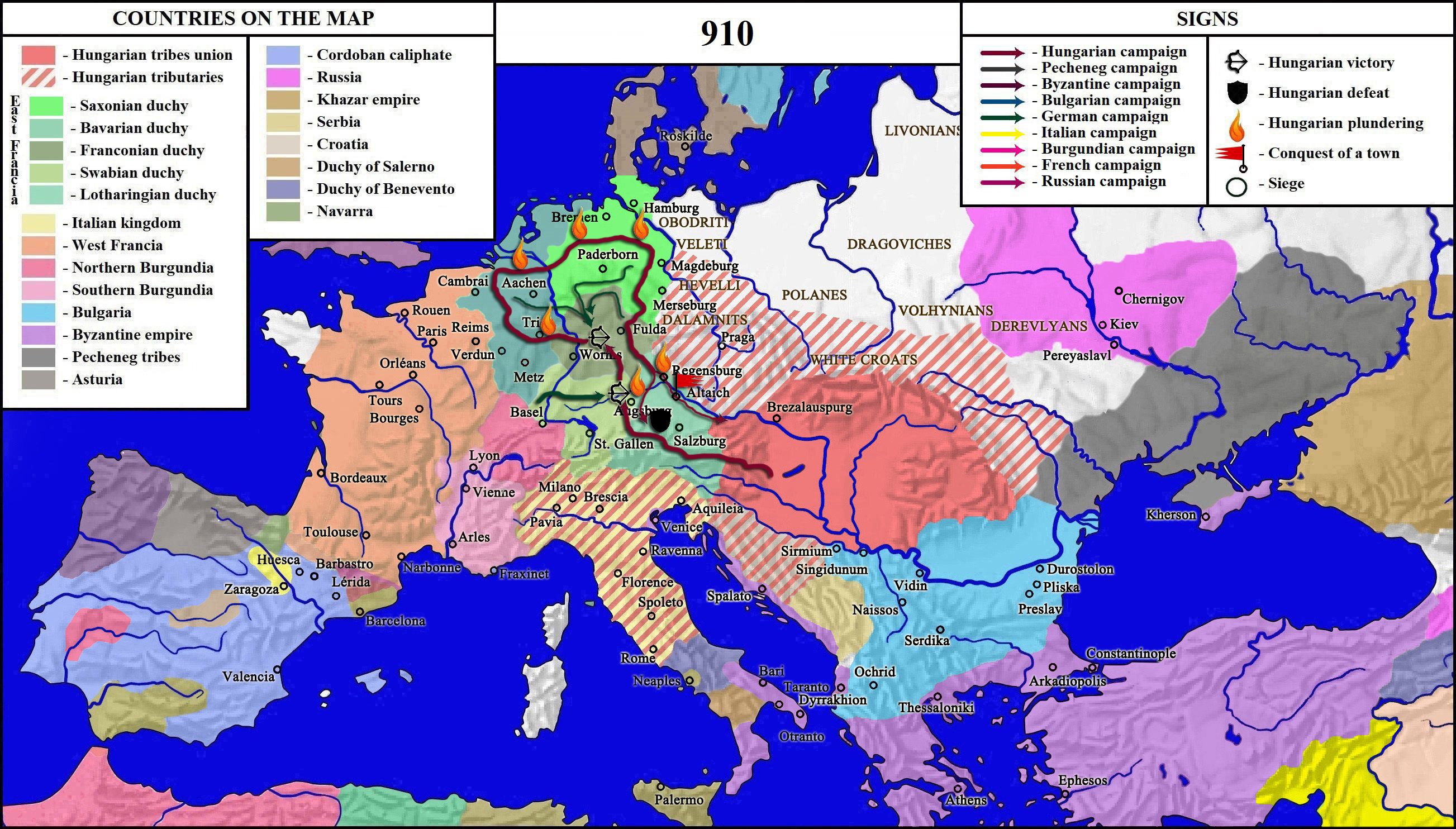
Raid hongrois en Francie orientale en 910, qui aboutit aux victoires hongroises d'Augsbourg et de Rednitz.

- 22 juin[4] : les Hongrois infligent un désastre à l’armée impériale de Louis III de Provence sur le Lech près d'Augsbourg[5]. Le duc Gebhard de Lotharingie est mortellement blessé. Régnier de Hainaut reprend la première place parmi les grands de Lotharingie[3].
- Été : l'amiral byzantin Himérios débarque à Chypre, puis  attaque les côtes de Syrie où il occupe Laodicée. Pendant ce temps les Arabes, sous le commandement du renégat Damien, reprennent possession de Chypre et châtient les villages chrétiens qui se sont soumis à Himérios[6].
- 5 août : victoire d’Édouard de Wessex sur les Danois à la bataille de Tettenhall, dans le Staffordshire[7].
- 11 septembre (ou 909) : fondation de l'abbaye de Cluny[8].
- 20 décembre, Espagne : mort d'Alphonse III des Asturies. La révolte de son fils García et du comte Munio Núñez de Castille l'a contraint à partager son royaume entre ses trois fils[9]. Fruela II devient roi des Asturies, García Ier d'Oviedo, roi de León et Ordoño II, roi de Galice.

- Début du règne de Tomislav, duc de Croatie (fin en 928)[10]. Il met sous son autorité les Croates indépendants de Pannonie menacés par les Hongrois.
- Raid russe sur la Caspienne ; ils ravagent Sari. Malgré une défaite navale au retour, ils battent les musulmans au Gilan et au Chirvan puis se retirent avec leur butin[11].